# Marcia Hadjimarkos
Pour les articles homonymes, voir Hadjimarkos.
Marcia Hadjimarkos, née en 1959 à Portland dans l'Oregon, est une pianiste française d'origine américaine, spécialisée dans les claviers anciens, clavicorde, piano-forte, jusqu'aux instruments romantiques et modernes.

## Carrière
Marcia Hadjimarkos naît à Portland dans l'Oregon, aux États-Unis. Elle est diplômée en piano et littérature française de l'université de l'Iowa. En France, elle se perfectionne au piano-forte avec Jos van Immerseel au Conservatoire national supérieur de musique de Paris en 1993 et 1994.
Elle joue les instruments de Cristofori, jusqu'aux claviers touchés par les romantiques et le répertoire de cette large plage de l'histoire de la musique, y compris des compositeurs peu connus, tel Hélène de Montgeroult, croisés avec Haydn et Mozart ou des œuvres contemporaines de Nicolas Slonimsky, Béla Bartók et Arvo Pärt.
En tant qu'accompagnatrice du lied, elle s'est jointe au ténorJean-Paul Fouchécourt, aux sopranos Emma Kirkby, Julianne Baird, Marie Fraschina, et la mezzo-soprano Beth Taylor.
Elle est l'accompagnatrice au pianoforte de la classe de clarinette ancienne de Jean-Claude Veilhan au Conservatoire national supérieur de musique de Lyon dans les années 1990, et enseigne le piano moderne dans différentes structures et dans le secteur privé depuis la même époque. Elle anime également des classes de maître autour du piano-forte et du clavicorde aux CNSMD de Paris et de Lyon, à Bâle, La Haye, et aux États-Unis à l'université Willamette, Oberlin Conservatory, à la Southern Oregon University et à université de l'Iowa. Elle participe aux festivals de musique, notamment la Roque d’Anthéron, La Folle Journée de Nantes, les Rencontres Harmoniques de Lausanne, le Festival de Sablé, et enregistre son premier disque au clavicorde, dévolu aux Sonates de Joseph Haydn, en 1993 pour le label Zig-Zag Territoires.
Marcia Hadjimarkos exerce aussi le métier de traductrice, du français vers l'anglais, dans le domaine de la musique plus particulièrement. Dans ce cadre, elle a collaboré aux magazines Goldberg, Diapason, Early Music et le Galpin Society Journal ainsi qu'avec de nombreux labels discographiques.
Elle vit en Bourgogne.
Parmi les instruments touchés par la pianiste : des copies de piano-forte d'après Cristofori (1726) et Silbermann (1749) de Kerstin Schwarz ; des copies de clavicorde d'après Christian Gottlob Hubert (1772) de Thomas Steiner ; des copies de piano-forte d'après Fritz (vers 1815), Lengerer (1793), Erard (1804) et Walter par Chrstopher Clarke, un piano carré de Johannes Bätz (1789) ; un piano de 1790 de Hofmann...

## Articles
- (en) The clavicord, dans Goldberg, no 27 (avril 2004), p. 72–76 [lire en ligne][PDF]
- (en) Jan Ladislav Dussek (2005) [lire en ligne][PDF]
- Bach et le clavicorde (2011 — livret du disque de Jovanka Marville chez Passacaille Records) [lire en ligne][PDF]

## Éditeur
Marcia Hadjimarkos a préparé l'édition de :
- Jan Ladislav Dussek, Les Souffrances de la Reine de France (2008) (OCLC 881224752)

## Discographie
- CPE Bach, Pièces de Caractères, rondos et fantaisie - Marcia Hadjimarkos, piano-forte Hofmann et clavicorde d'après Hubert (février 2001, Zig-Zag Territoires)[5] (OCLC 315550944)
- Haydn, Sonates Hob.XVI:20, 32, 41, 42, 44, 48 - Marcia Hadjimarkos, clavicorde Thomas Steiner d'après Hubert (octobre 1993, Zig-Zag Territoires ZZT 990901)[6] (OCLC 756784402)
- Haydn, Lieder et cantates - Emma Kirkby, soprano ; Marcia Hadjimarkos, piano-forte (2009, Brilliant Classics 94204) (OCLC 871953451)
- Mozart, Sonates et rondos - Marcia Hadjimarkos, copie d'un piano-forte Lengerer de 1793 (24-27 août 2004, Avie)[7] (OCLC 742943996)
- Schubert, Sonate et Danses (2011, Arabesque Records)
- Murmurations, musique de Erik Satie, Arvo Pärt, Philip Glass, Meredith Monk, John Cage, Germaine Tailleferre, Federico Mompou, Howard Skempton, Marcia Hadjimarkos, piano Steinway B, 1887 (2023, Outer Marker Records)

En tant que chambriste
- Viennoiseries musicales, 1806-1826 - La Simphonie du Marais : Philippe Couvert et Frank Pichon, violons ; Serge Raban, alto ; Dominique Dujardin, violoncelle , Marcia Hadjimarkos, piano-forte d'après Fritz (1814) de Christopher Clarke; dir. Hugo Reyne et csakan (26-28 février et 28 novembre 2007, Musiques à la Chabotterie) (OCLC 647377850)
- Hélène de Montgeroult, Portrait d'une compositrice visionnaire - Marcia Hadjimarkos, pianoforte carré de A. Neuhaus, Paris 1817, Beth Taylor, mezzo-soprano, Nicolas Mazzoleni, violon. (2023, Editions Seulétoile)